# دنيس كراوتش
دنيس كراوتش (بالإنجليزية: Dennis Crouch)‏ هو محامي أمريكي، ولد في 30 أبريل 1975.